# Callejón

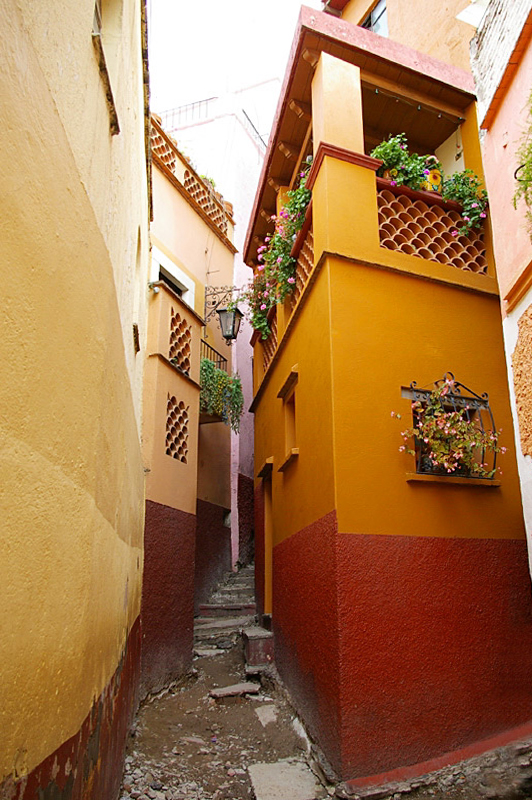
Callejón del Beso en Guanajuato, México.

Un callejón es una calle estrecha que discurre en una población entre edificios altos. Es sinónimo de callejuela y calleja. A menudo están asociados a una calle del mismo nombre, como calle secundaria, estrecha y corta.
En Cuba, es sinónimo de calle sin salida. En Perú, denomina un modelo primitivo de casa de vecinos con un único inodoro y habitaciones simétricas a lo largo de un corredor descubierto, similar a las corralas. En Venezuela, fuera del contexto urbanístico, el callejón es el pequeño camino entre dos hileras de un sembrado. En Andalucía, España, el término se usa para denominar las calles cortas y no necesariamente estrechas.

## Historia

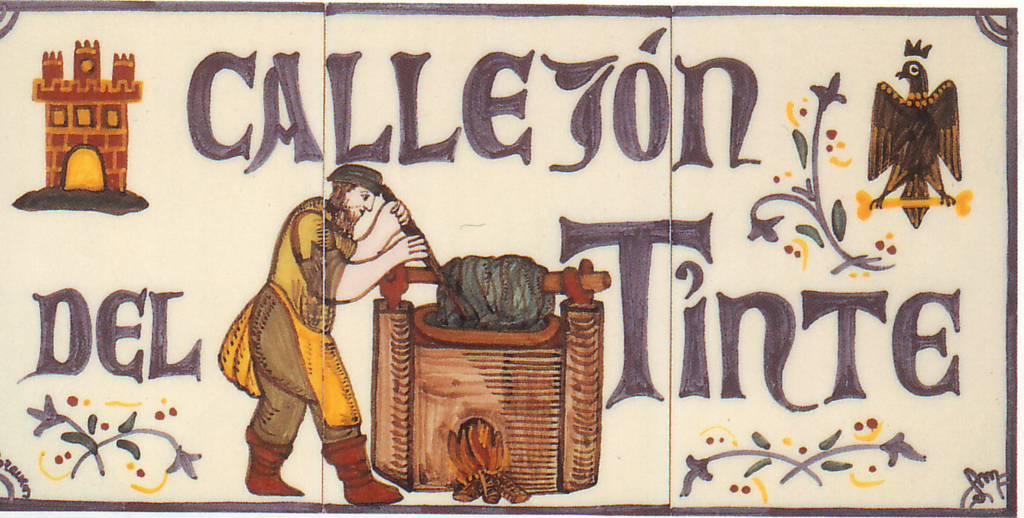
Placa de azulejos en el callejón del Tinte del casco medieval de Sigüenza (Guadalajara), en España.

El callejón, elemento consustancial de la tradicional medina árabe, aún se conserva como legado de la arquitectura urbana de la Europa medieval, en un variado y valioso muestrario de callejones, y en muchas ocasiones forma toda una red vial en los cascos históricos (la ciudad vieja) tanto de villas y capitales como en pequeñas poblaciones del medio rural. En el primer caso, puede anotarse el laberinto de callejones en ciudades como Córdoba (España), Nápoles (Italia) o Praga (República Checa), por citar ejemplos con raíces culturales muy distintas, aunque la lista sería quizá interminable. El callejón también está presente con personalidad propia en la arquitectura urbana colonial americana.
En muchos casos, la presencia del callejón ha dejado de ser física, pero se sigue rastreando en el esqueleto urbano, por la riqueza del lenguaje relativo a su terminología.

### Callejones históricos
- En Madrid, el Callejón del Gato, apéndice de la calle de Álvarez Gato, con sus literarios espejos deformantes que inspiraron a Valle Inclán sus esperpentos.[6]
- En Praga, el Callejón del oro o callejón de los alquimistas, con sus pequeñas casas de colores vivos, construidos con un estilo manierista de finales del siglo XVI, y donde ya en el siglo XX, vivió Franz Kafka durante dos años en compañía de su hermana.[7]

## Evolución urbana
A pesar de que en algunos países se plantea una nueva filosofía del callejón, en términos generales el urbanismo contemporáneo parece ajeno a la recuperación de este tipo de recurso vial urbano. En algunos barrios residenciales, colonias de hoteles, conjuntos de adosados, etcétera, se incluyes pasos para peatones y en ocasiones para vehículos que pueden recordar la estética del callejón pero no su funcionalidad histórica: preservar del calor en verano y del viento cortante en invierno. En las modernas metrópolis, algunas vías de servicio para la recogida de residuos, acceso de bomberos o estacionamiento de vehículos no deben considerarse callejones, ya que son demasiado grandes.

Tipología cultural
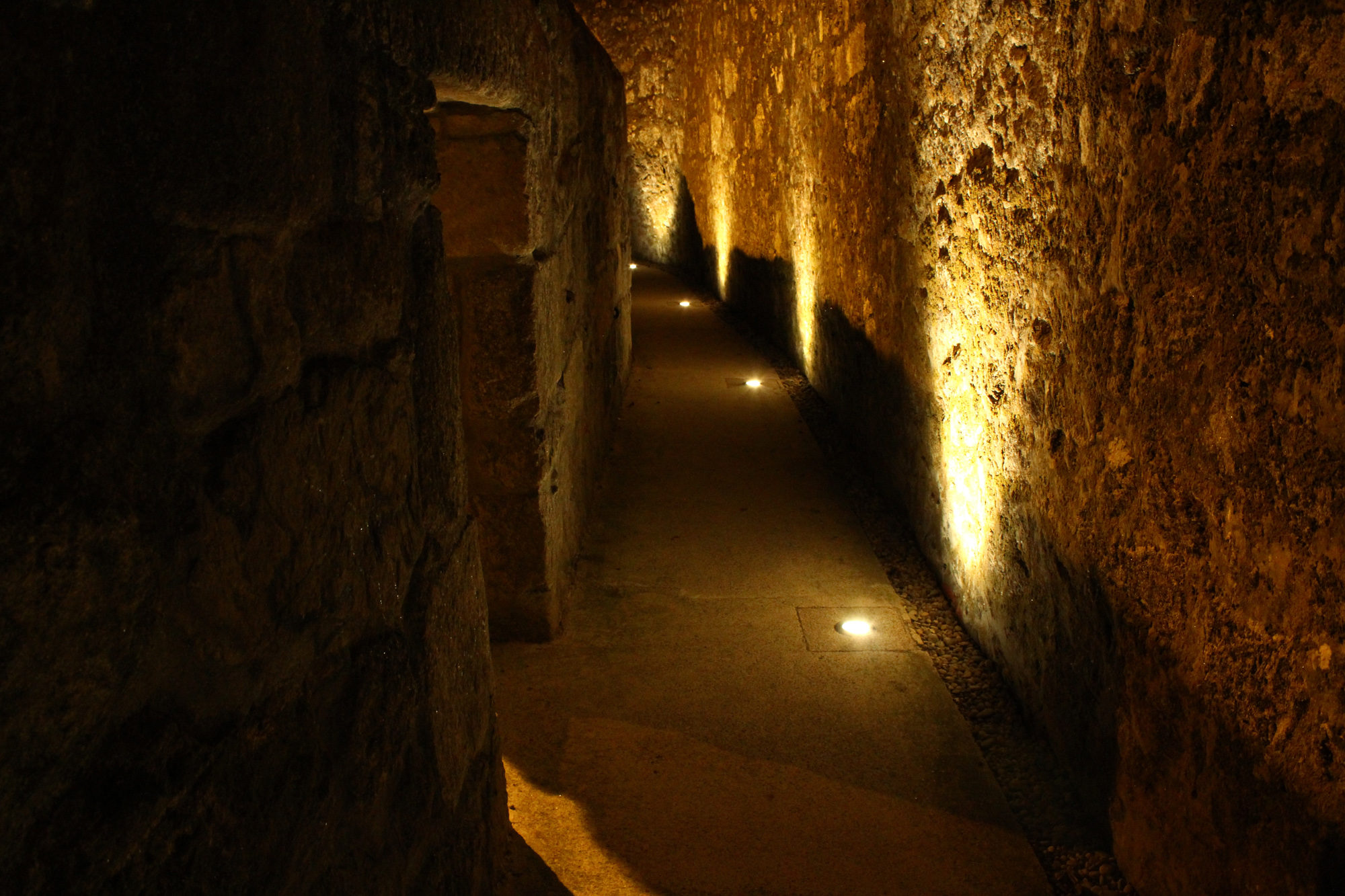
Callejón de las Siete Esquinas, en Bayona (España).
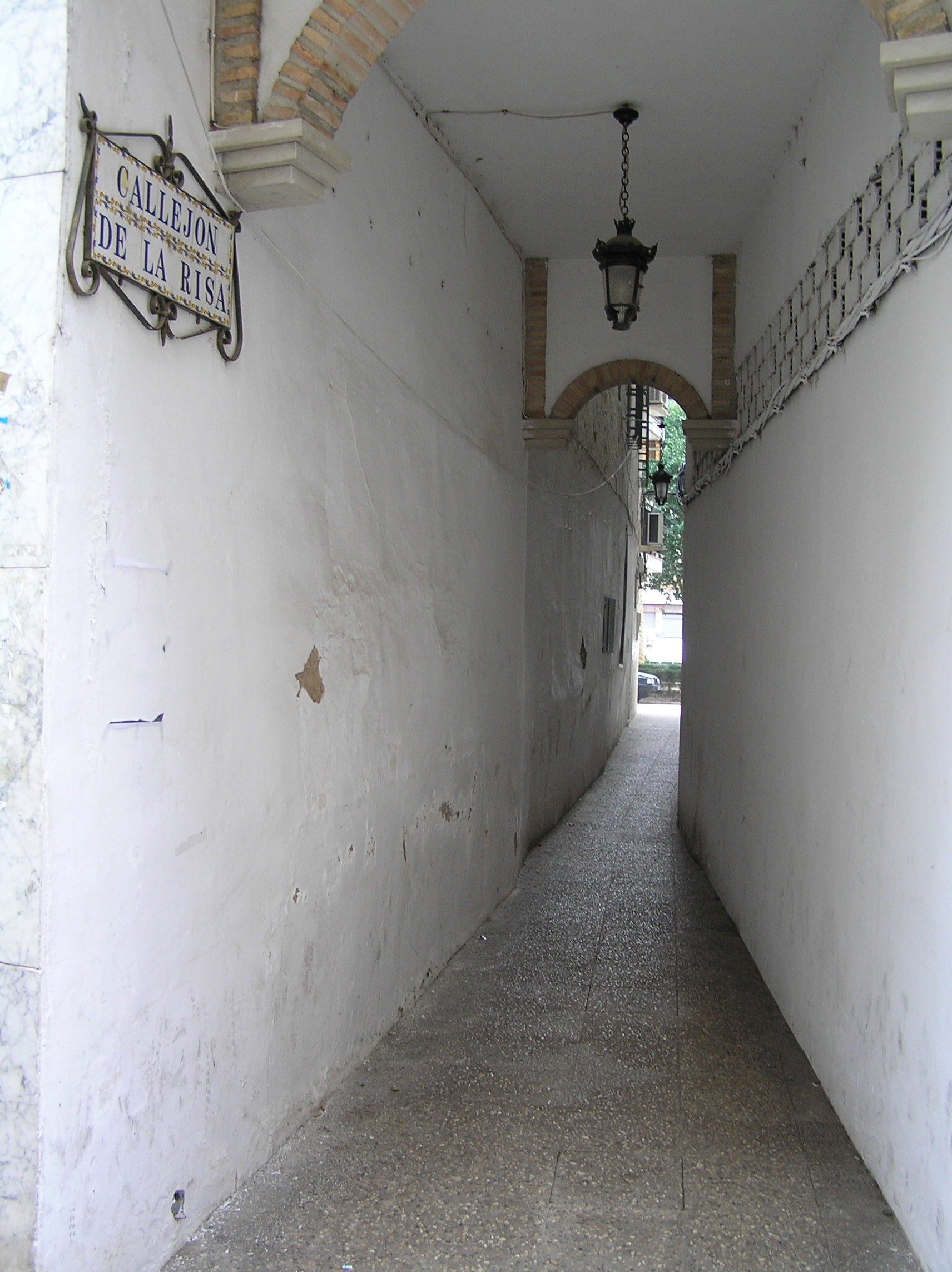
Callejón de la risa, en Beas de Segura (España).
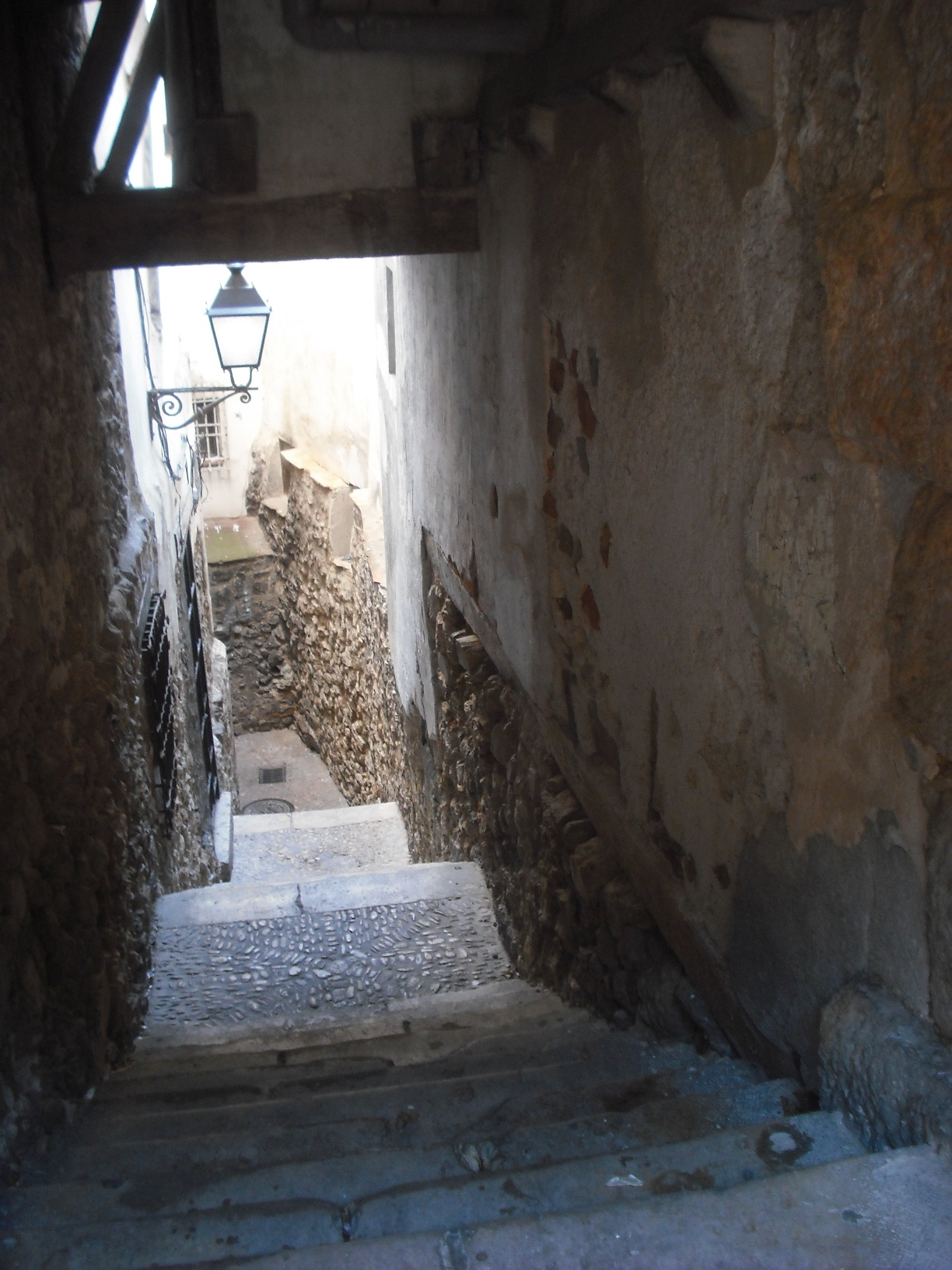
Callejón de la ciudad alta de Cuenca (España).
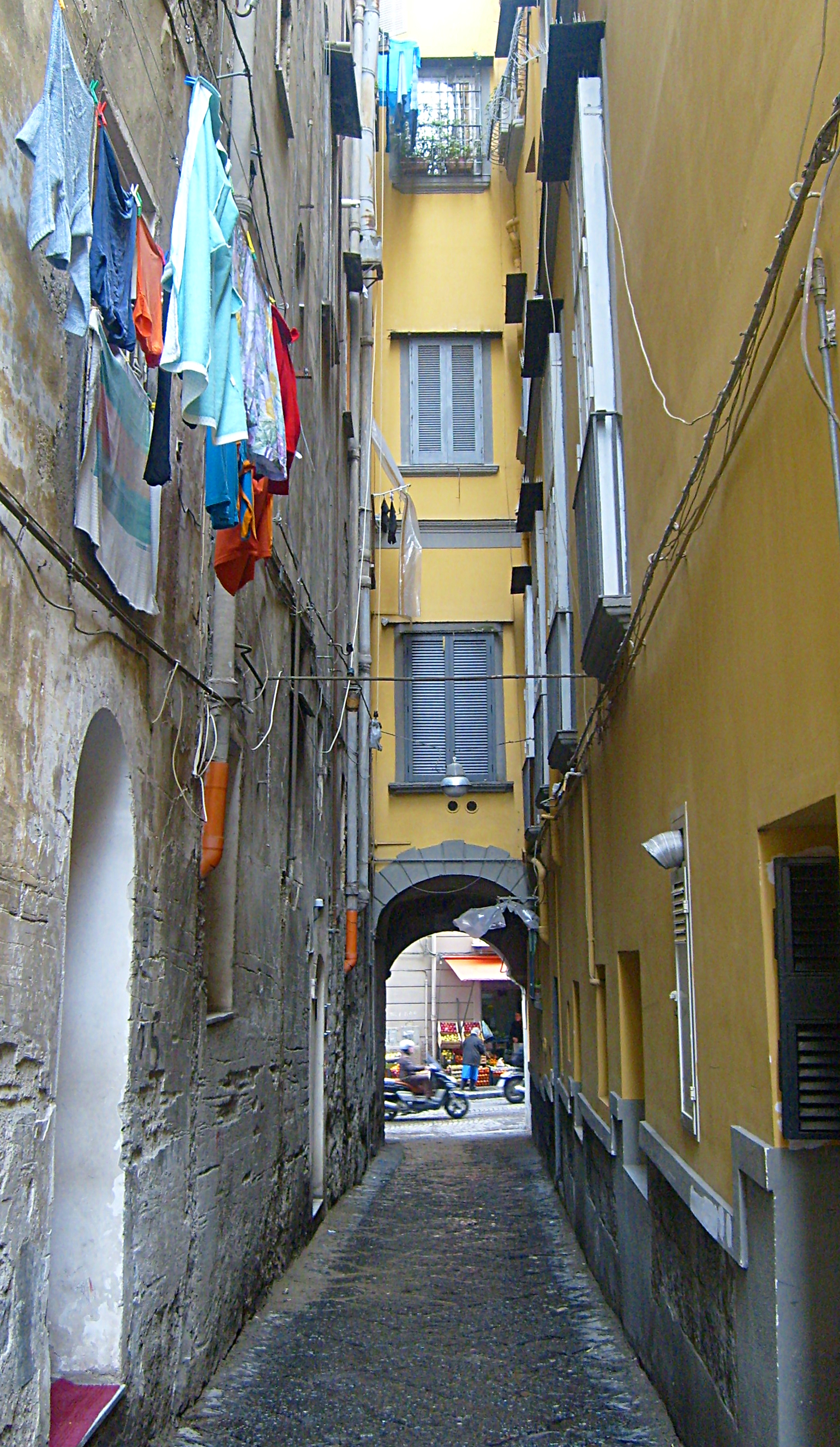
Callejón en San Fernando, en Nápoles.
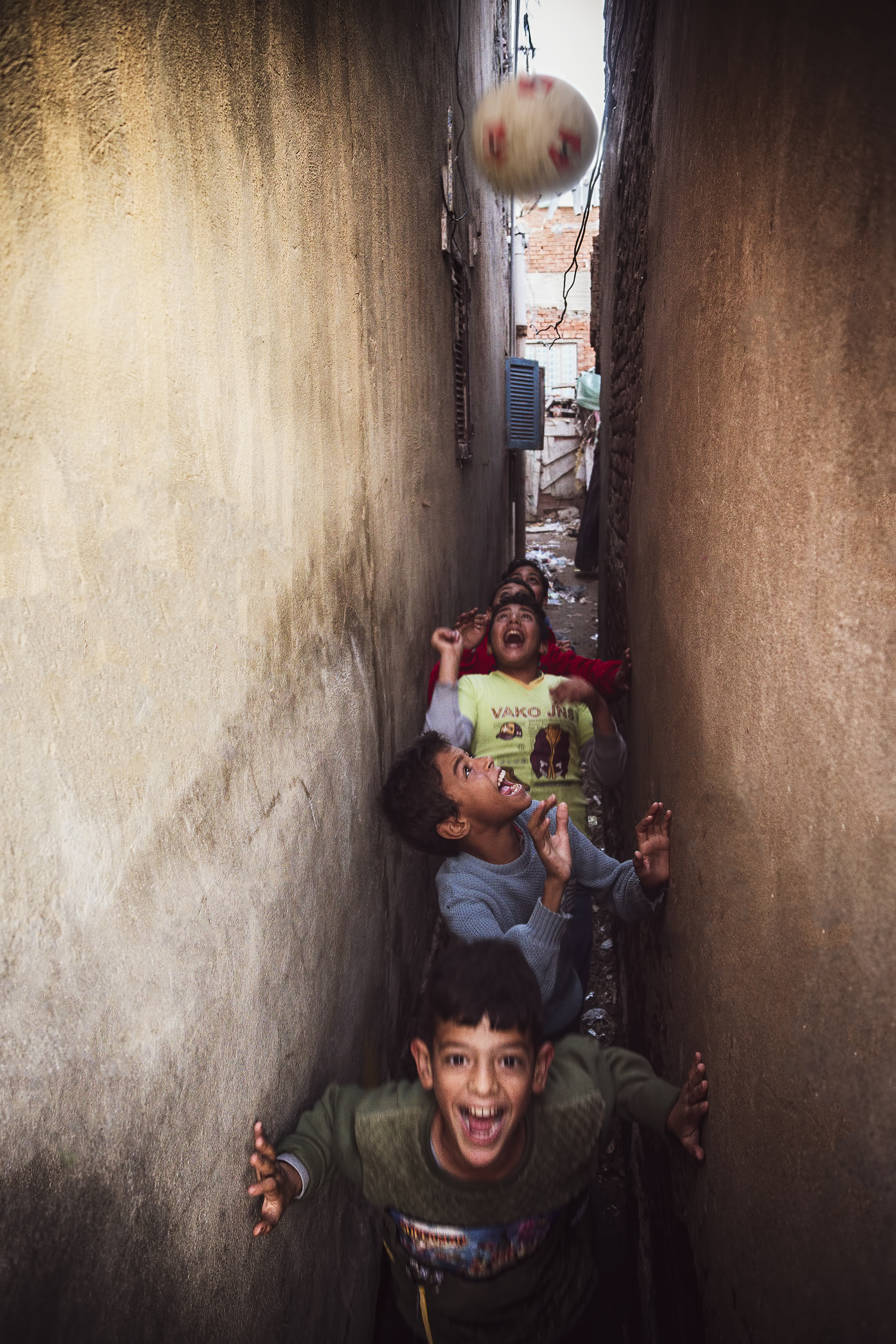
Niños jugando en un callejón de Kafr el Sheij (Egipto).